# Димитра Киевская
Святая преподобная Димитра Киевская (в миру Матрона Александровна Егорова) — монахиня, основательница Киевского Свято-Введенского монастыря.

## Краткая биография
Родилась в 1810 году в городе Силистрия (Османская Болгария).
Была воспитана в духе православной веры. В юности переехала с семьей в Бессарабию, где впоследствии вышла замуж за русского офицера Ивана Егорова. Участница обороны Севастополя во время Крымской войны (1853—1856). Была ранена и контужена. Помогала раненым на поле боя и ухаживала за ними за что получила несколько наград, а также за русско-турецкую войну (1877—1878), во время которой организовала лазарет для раненых воинов в своем доме. Потеряв мужа во время Крымской войны, переехала в Киев осенью 1856 года, где поселилась на Печерске недалеко от Киево-Печерской Лавры. Была знакома с Киевскими митрополитами Исидором (Никольским), Арсением (Москвиным) и Филофеем (Успенским). Обрела духовного отца и наставника в лице митрополита Исидора, который благословил её на создание в Киеве первой религиозной женской общины для вдов и сирот погибших воинов и бесприютных женщин. Посвятила всю свою дальнейшую жизнь служению обездоленным женщинам и сиротам. В один из своих визитов в г. Санкт-Петербург, приняла тайный постриг с именем Димитра, в честь святого великомученика Димитрия Солунского. В пользу созданной ей Свято-Введенской женской религиозной общине пожертвовала все своё имущество, а также подготовила все предложения по устройству двух церквей общины и заказала изготовление иконостасов.
Ожидая указа императора Александра ІІ об учреждении созданной ей общины, жила в Санкт-Петербурге, где мирно отошла к Господу 9 (22) марта 1878 года. Это произошло уже после подписания указа, которое состоялось 4 (17) марта 1878 года. Была временно похоронена в Свято-Троицкой Александро-Невской Лавре, возле Федоровской церкви, и впоследствии перезахоронена в Киеве.

## Почитание
18 апреля 2008 года преподобная Димитра была причислена к лику местночтимых святых постановлением Священного Синода Украинской Православной Церкви.
Мощи святой находятся в нижнем храме-усыпальнице Киевского Свято-Введенского монастыря. При обретении мощей в 1996 году, было установлено, что нетленными остались голова и верхняя часть тела.
Особые дни памяти (по новому стилю):
- 22 марта — день блаженной кончины
- 21 августа — день первого возвращения святых мощей в обитель из Санкт-Петербурга в 1878 году и второго возвращения со Зверинецкого кладбища города Киева в 1996 году
- 16 сентября — вынесение мощей из монастыря и перезахоронение их на Зверинецком кладбище в 1960 году
- 8 ноября — день памяти небесного покровителя святой Димитры — святого великомученика Димитрия Солунского, чудотворца